# گایانه ساروخانیان (بازیکن فوتبال)
گایانه ساروخانیان (ارمنی: Գայանե Սարուխանյան؛ زادهٔ ۲۱ مهٔ ۲۰۰۱) بازیکن فوتبال در پست دروازه‌بان اهل ارمنستان است.

## تیم ملی
وی همچنین در تیم ملی فوتبال زیر ۱۹ سال زنان ارمنستان بازی کرده‌است. نخستین بازی ملی خود در چهارچوب مرحله مقدمانی مسابقات فوتبال زنان زیر ۱۹ سال اروپا ۲۰۲۲ در تاریخ ۲ اکتبر ۲۰۱۹ در در مقابل تیم ملی فوتبال زیر ۱۹ سال زنان سوئد انجام داده‌است.